# 郑岩
郑岩（1984年8月2日—），中国围棋女棋手，黑龙江省人。

## 生平
1997年入段，1998年获全国女子个人赛第三名、广东省运会冠军并进入广东省队，1999年升为二段，2002年全国体育大会冠军。2007年获第五届建橋杯冠军（第二、三届均负于张璇屈居亚军）。第一届姜堰黄龙士佳源杯女子围棋名人战冠军（第二届作为种子选手直接进入第二轮后被黑马陈一鸣淘汰）。远洋地产杯世界女子围棋锦标赛胜朴炤炫后负于矢代久美子；首届穹窿山兵圣杯上连胜丽塔·普斯卡和李瑟娥后败给黑嘉嘉。第14届LG杯世界棋王戰预选赛在J组连胜安藤和繁四段和郑大相九段被金升宰二段淘汰。2008年战胜朴志恩后进入第13届三星保險杯本赛，第一轮被李昌镐淘汰。同年代表中国夺得第一届世界智力运动会围棋比赛女子团体冠军。2003年第二届正官庄杯（个人赛）首轮半目负于尹暎善三段，第五届（擂台赛）连胜万波佳奈和朴智恩后负于加藤启子，入选第七届中国队阵容但未出场李赫初段就以三连胜结束擂台赛。

## 家庭
其夫为围棋职业棋手朱元豪五段。